# Полет 5960 на „Суифтеър“
Полет 5960 на „Суифтеър“ (изпълнява се като полет 18D на „Юропиън Еър Транспорт Лайпциг“) е международен товарен полет от летище „Лайпциг/Хале“, Лайпциг, Германия, до летище „Вилнюс“, Вилнюс, Литва, управляван от „Суифтеър“. На 25 ноември 2024 г. самолетът „Боинг 737-476(SF)“, който изпълнява полета, се разбива по време на финалния подход към летище „Вилнюс“. Единствено капитанът загива при инцидента, докато всички останали оцеляват.
На 26 март 2025 г. Главната прокуратура на Литва заявява, че човешка грешка е вероятната причина за катастрофата, като добавя, че хидравличните системи, отговорни за отварянето на клапите на самолета, са изключени. Седмица след това Отделът за разследване на транспортни произшествия и инциденти публикува междинен доклад. В него се посочва, че клапите са в прибрано положение и че екипажът превключва на грешна честота за връзка с контрола на въздушното движение преди катастрофата.